# Antônio Benedito da Silva
Antônio Benedito da Silva (nacido el 23 de marzo de 1965) es un exfutbolista brasileño que se desempeñaba como centrocampista.
En 1989, Toninho jugó para la selección de fútbol de Brasil.

## Trayectoria

### Clubes
| Club                 | País   | Año         |
| -------------------- | ------ | ----------- |
| XV de Jaú            | Brasil | ????        |
| Portuguesa Desportos | Brasil | 1985 - 1989 |
| Guarani              | Brasil | ????        |
| Yomiuri              | Japón  | 1991 - 1992 |
| Shimizu S-Pulse      | Brasil | 1992 - 1996 |
| Urawa Reds           | Brasil | 1995        |
| Vasco da Gama        | Brasil | ????        |

### Selección nacional
| Selección | País   | Año       |
| --------- | ------ | --------- |
| Absoluta  | Brasil | 199 - 199 |

## Estadística de equipo nacional
| Selección de fútbol de Brasil | Selección de fútbol de Brasil | Selección de fútbol de Brasil |
| Año                           | Part.                         | Goles                         |
| ----------------------------- | ----------------------------- | ----------------------------- |
| 1989                          | 1                             | 0                             |
| Total                         | 1                             | 0                             |